# 白玉醸造
白玉醸造株式会社（しらたまじょうぞう）は、鹿児島県肝属郡錦江町城元に本社を置く焼酎の蔵元である。

## 概略
現在の社長は玉利誠章（たまりまさあき）。主な銘柄は白玉の露、天誅、元老院、梅酒、魔王である。約20年前、焼酎業界の今後（若者の酒離れ等）を危惧して減圧蒸留の魔王を現在の社長が造り出した。
しかし、入手は困難で、発売当時は焼酎の名前に「魔王」と付いていた事に驚く人も多かった。ところが現在では類似した商品も多く如何に魔王なる文言が斬新で奇抜であったかが窺える。また「天誅」は米系、「元老院」は麦の樫樽貯蔵でウイスキー感覚で飲める。当時鹿児島で米焼酎・麦焼酎を販売目的で製造する蔵は多くはなかった。その観点からも醸造に対する姿勢は非凡かもしれない。梅酒は昔ながらの田舎風の味わいがあり昔はサロンピスなる名前で販売していたが、現在は薩摩の梅酒、彩煌の梅酒で売り出している。
焼酎の蔵元としては早くから梅酒も手掛けており、その他にポンカンを使用したポンカア（リキュール）や、たんかん酒も製造していた。昔は飲料部門もあり、白玉サイダー・シーホープ（オレンジ）、スマック（カルピスソーダに似た物）等も製造していた。黒麹の焼酎は現在多数出ているが、かなり早く他社に駆けて黒麹の『力源』を発売した。正月用に蓋を開けるとオルゴールが鳴る焼酎や選挙用に勝杯（必勝焼酎)も発売していた。
現在森伊蔵・魔王・村尾は焼酎の3Mと呼ばれている。